# Soğanverdilər
Soğanverdilər  è un comune dell'Azerbaigian situato nel distretto di Bərdə. Conta una popolazione di  1.487 abitanti.